# 彭长城
彭长城（1953年—），男，汉族，河南罗山人，中华人民共和国出版家，中国共产党党员，第十二届全国人民代表大会甘肃地区代表。

## 生平
毕业于兰州大学历史学专业。 2002年1月担任甘肃人民出版社《读者》杂志社主编。2005年4月任《读者》杂志社社长。2013年，担任全国人大代表。